# Rinkevičius
Rinkevičius ist ein litauischer männlicher Familienname, abgeleitet von rinka (Markt).

## Weibliche Formen
- Rinkevičiūtė (ledig)
- Rinkevičienė (verheiratet)

## Personen
- Gintaras Rinkevičius (* 1960), Dirigent
- Viktoras Rinkevičius (* 1950), Politiker, Mitglied des Seimas